# Stříbrozobka zpěvná
Stříbrozobka zpěvná (Euodice cantans) je drobný exotický pták z čeledi astrildovitých z rodu Euodice. Volně se vyskytují v Africe, avšak úspěšně se daří rozšiřovat je i do Kataru, Portugalska nebo Spojených států amerických. Jedná se o denní ptáky, ve dne shánějí potravu, v noci odpočívají ve vysoké trávě nebo v keřích. Vyskytují se na savanách nebo na polích, kde si také stavějí hnízda. Hnízda jsou slepená z trav, peří a slin a na jejich stavbě se podílí především samičky, ale samečci se také zapojují. Často jsou chovány i jako okrasní ptáci, takže se s nimi můžeme setkat i v Česku. Má nevýrazný vzhled, jejich barva je většinou jednolitá v různých odstínech hnědé nebo žlutavé. Živí se semeny travin, bobulemi, případně i malým hmyzem. Stříbrozobka má poměrně početné snůšky; až osm vajec. Má tři poddruhy:
- Euodice cantans cantans (J. F. Gmelin, 1789)
- Euodice cantans inornata (některé zdroje tento poddruh neuvádějí)
- Euodice cantans orientalis (Lorenz & Hellmayr, 1901)

## Vzhled

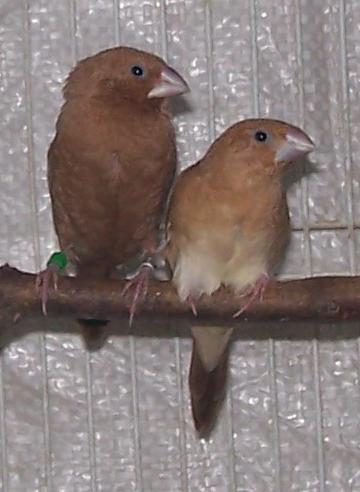

Stříbrozobka zpěvná je drobný pták s mírně zavalitou postavou. Má přibližně 10 cm na délku. Mají dlouhá, černá a špičatá ocasní pera. Dospělý jedinec má tlustý, modro-stříbrný zobák, hřbet v různých odstínech hnědé a jeho břicho je světlé, až bělavé. Křídla mohou ladit se hřbetem nebo mohou být úplně černá. Ve volné přírodě mají stříbrozobky pouze toto jedno zbarvení, nazývané i přírodní, v zajetí existují ale i různé mutace, třeba čistě bílá. Obě pohlaví jsou podobná, pohlavní dimorfismus je jen velmi nevýrazný, samice jsou ale většinou v tmavších odstínech. Navíc, u vylíhnutých mláďat se dá pohlaví určit až při prvním přepeřování, kdy se skutečně vybarví. Samci vydávají trochu jiné zvuky, než samice, ty mají  tsiptsip,  tsiptsip, zatímco samci jim odpovídají tseep, tseep. Odlišit poddruhy je také velmi složité a s určitostí se dá odlišit jen jeden a to Euodice cantans orientalis, který má výrazně tmavší obličej i břicho.

## Chov v zajetí
Stříbrozobka zpěvná je krotký a společenský pták, který se hodí i pro začínající chovatele. Je to poměrně aktivní pták, který se hodí pro klecový chov, ale jen za podmínky, že klec bude dostatečně prostorná. Jsou zvyklí pohybovat se v hejnech po celý rok, proto není dobré je kupovat nebo chovat samostatně. Tyto malé astrildy je vhodné chovat i s jinými drobnými ptáky, ale chovatel musí mít na paměti, že stříbrozobka zpěvná se klidně může spářit třeba s panenkou muškátovou, z čehož vzniknou nepřirozené mutace. Stříbrozobka zpěvná se živí převážně semeny travin, ale v zajetí je vhodná i směs pro malé exotické ptáky.
Samice snáší 3 - 8 čistě bílých vajíček, nejčastěji je to 6. V inkubaci vajec se střídá samec i samice a zatímco jeden inkubuje, druhý shání pro sebe i pro partnera potravu. Inkubační doba trvá asi dva týdny, po této době se vylíhnout holá a slepá mláďata. Ta se postupně opeří, až v jednom měsíci jsou plně opeřená a tmavě hnědá. Po prvním přepeřování se ukáže jejich skutečná barva.